# Futbol Club Barcelona (calcio a 5)
Il Barcelona è la sezione di calcio a 5 della società polisportiva Futbol Club Barcelona, fondata nel 1978 con sede a Barcellona, nella Catalogna.

## Storia
Fondata nel 1978, ad inizio anni 1990 vince il suo primo trofeo: la Recopa Europea (antenata della futura Coppa delle Coppe).
Devono passare 21 anni senza titoli per vedere la compagine blaugrana protagonista, infatti nel giro di quattro anni si aggiungono al palmarès tre titoli spagnoli, altrettante coppe nazionali e coppe del Re, ma soprattutto si laurea per due volte campione d'Europa nel 2011-2012 e nel 2013-2014.
Nel 2016, dopo 12 anni, lascia la guida mister Marc Carmona, sostituito dal vice Andreu Plaza che non riesce a replicare il periodo d'oro di qualche anno prima. Il trofeo più importante arriva con la conquista del terzo titolo europeo nel 2019-2020, ospitando e vincendo le final four.

## Cronistoria
| Cronistoria del Futbol Club Barcelona |
| --- |
| - 1978 · Fondazione della sezione di calcio a 5 del Futbol Club Barcelona. - 1978-83 · Campionati regionali. - 1983 · Scioglimento della società. - 1983-86 · Inattiva. - 1986 · Rifondazione del Futbol Club Barcelona. - 1986-89 · Campionati regionali. - 1989-90 · 6ª nel girone Pari di División de Honor. Vince la Coppa delle Coppe (1º titolo). - 1990-91 · 4ª nel girone D di División de Honor. Semifinalista di Coppa di Spagna. - 1991-92 · 3ª nel girone D di División de Honor. - 1992-93 · 6ª nel girone C di División de Honor. 3ª nel girone Dispari salvezza. - 1993-94 · 2ª nel girone A di División de Honor. Semifinalista play-off scudetto. Semifinalista di Coppa di Spagna. - 1994-95 · 3ª nel girone B di División de Honor. - 1995-96 · 11ª in División de Honor. - 1996-97 · 6ª in División de Honor. Quarti di finale play-off scudetto. - 1997-98 · 17ª in División de Honor. Retrocessa in División de Plata. - 1998-99 · 6ª nel girone B di División de Plata. - 1999-00 · 2ª nel girone B di División de Plata. Promossa in División de Honor. Vince i play-off promozione. - 2000-01 · 15ª in División de Honor. - 2001-02 · 12ª in División de Honor. - 2002-03 · 15ª in División de Honor. Retrocessa in División de Plata. - 2003-04 · 2ª nel girone B di División de Plata. - 2004-05 · 1ª nel girone B di División de Plata. Finalista play-off promozione. - 2005-06 · 2ª nel girone B di División de Plata. Promossa in División de Honor. Vince i play-off promozione. - 2006-07 · 13ª in División de Honor. - 2007-08 · 6ª in División de Honor. Semifinalista play-off scudetto. - 2008-09 · 3ª in División de Honor. Quarti di finale play-off scudetto. Semifinalista di Coppa di Spagna. - 2009-10 · 5ª in División de Honor. Semifinalista play-off scudetto. Semifinalista di Coppa di Spagna. Semifinalista di Supercoppa di Spagna. - 2010-11 · 1ª in División de Honor, Campione di Spagna (1º titolo). Vince la Coppa di Spagna (1º titolo). Vince la Coppa del Re (1º titolo). - 2011-12 · 2ª in Primera División, Campione di Spagna (2º titolo). Vince la Coppa di Spagna (2º titolo). Vince la Coppa del Re (2º titolo). Finalista di Supercoppa di Spagna. Campione d'Europa (1º titolo). - 2012-13 · 1ª in Primera División, Campione di Spagna (3º titolo). Vince la Coppa di Spagna (3º titolo). Vince la Coppa del Re (3º titolo). Semifinalista di Supercoppa di Spagna. 3ª in Coppa UEFA. - 2013-14 · 3ª in Primera División. Semifinalista play-off scudetto. Semifinalista di Coppa di Spagna. Vince la Coppa del Re (4º titolo). Vince la Supercoppa di Spagna (1º titolo). Campione d'Europa (2º titolo). - 2014-15 · 2ª in Primera División. Semifinalista play-off scudetto. Finalista di Coppa di Spagna. Semifinalista di Coppa del Re. Finalista di Coppa UEFA. - 2015-16 · 2ª in Primera División. Finalista play-off scudetto. Semifinalista di Coppa di Spagna. Semifinalista di Coppa del Re. 3ª in Coppa Intercontinentale. - 2016-17 · 3ª in Primera División. Finalista play-off scudetto. Quarti di finale di Coppa di Spagna. Ottavi di finale di Coppa del Re. - 2017-18 · 2ª in Primera División. Finalista play-off scudetto. Quarti di finale di Coppa di Spagna. Vince la Coppa del Re (5º titolo). 3ª in Coppa UEFA. - 2018-19 · 1ª in Primera División, Campione di Spagna (4º titolo). Vince la Coppa di Spagna (4º titolo). Vince la Coppa del Re (6º titolo). 3ª in Champions League. 3ª in Coppa Intercontinentale. - 2019-20 · 2ª in Primera División. Quarti di finale play-off scudetto. Vince la Coppa di Spagna (5º titolo). Vince la Coppa del Re (7º titolo). Vince la Supercoppa di Spagna (2º titolo). Campione d'Europa (3º titolo). 4ª in Coppa Intercontinentale. - 2020-21 · 3ª in Primera División, Campione di Spagna (5º titolo). Finalista di Coppa di Spagna. Quarti di finale di Coppa del Re. Finalista di Supercoppa di Spagna. Finalista di Champions League. - 2021-22 · 1ª in Primera División, Campione di Spagna (6º titolo). Vince la Coppa di Spagna (6º titolo). Ottavi di finale di Coppa del Re. Vince la Supercoppa di Spagna (3º titolo). Campione d'Europa (4º titolo). - 2022-23 · 2ª in Primera División, Campione di Spagna (7º titolo). Semifinalista di Coppa di Spagna. Vince la Coppa del Re (8º titolo). Vince la Supercoppa di Spagna (4º titolo). Turno élite di Champions League. - 2023-24 · 1ª in Primera División. Semifinalista play-off scudetto. Vince la Coppa di Spagna (7º titolo). Quarti di finale di Coppa del Re. Finalista di Supercoppa di Spagna. Finalista di Champions League. |

## Strutture
Il Barcellona gioca le proprie partite casalinghe al Palau Blaugrana, un impianto coperto che contiene circa 8.500 posti.

## Società

### Sponsor
- 2007-2008 · Senseit
- 2008-2010 · Mobicat
- 2010-2015 · Alusport
- 2015-2019 · Lassa
- 2019- · Asistencia Sanitaria

## Allenatori e presidenti

### Allenatori

#### Cronologia
- 1978-1991 ·  ?
- 1991-1992 ·  Miki
- 1992-2002 ·  ?
- 2002-2003 ·  Alberto Pérez,  Ramón Ferrés
- 2003-2004 ·  Ramón Ferrés,  Xavier Closas
- 2004-2016 ·  Marc Carmona
- 2016-2021 ·  Andreu Plaza
- 2021-2024 ·  Jesús Velasco
- 2024- ·  Faustino Pérez

#### Allenatori premiati

##### Futsal Awards
- Marc Carmona: 2012
- Andreu Plaza: 2019, 2020

### Presidenti
- 1986-2000 ·  Josep Lluís Núñez
- 2000-2003 ·  Joan Gaspart
- 2003-2010 ·  Joan Laporta
- 2010-2014 ·  Sandro Rosell
- 2014-2021 ·  Josep Maria Bartomeu
- 2021- ·  Joan Laporta

## Palmarès

### Competizioni nazionali
- Campionato spagnolo: 7

2010-2011, 2011-2012, 2012-2013, 2018-2019, 2020-2021, 2021-2022, 2022-2023
- Coppa di Spagna: 7

2010-2011, 2011-2012, 2012-2013, 2018-2019, 2019-2020, 2021-2022, 2023-2024
- Coppa del Re: 8 (record)

2010-2011, 2011-2012, 2012-2013, 2013-2014, 2017-2018, 2018-2019, 2019-2020, 2022-2023
- Supercoppa di Spagna: 4

2013, 2019, 2021, 2022

### Competizioni internazionali
- UEFA Futsal Champions League: 4

2011-2012, 2013-2014, 2019-2020, 2021-2022
- Coppa delle Coppe: 1

1989-1990

### Altri piazzamenti
- Coppa Intercontinentale

3º posto: 2018

## Statistiche e record

### Partecipazione ai campionati
| Livello | Categoria         | Partecipazioni | Debutto   | Ultima stagione | Totale |
| ------- | ----------------- | -------------- | --------- | --------------- | ------ |
| 1º      | Primera División  | 31             | 1989-1990 | 2024-2025       | 26     |
| 2º      | Segundaa División | 5              | 1998-1999 | 2005-2006       | 5      |